# (29822) 1999 DS2
1999 دي أس 2 (ويعرف أيضًا باسم (29822) 1999 دي أس 2 وفق تسمية الكوكب الصغير) (بالإنجليزية: 1999 DS2)‏ هو كويكب ضمن حزام الكويكبات؛ وترتيبه 29822 من حيث الاكتشاف.
اكتُشف هذا الجُرم الفلكي بواسطة توم ستافورد في 19 فبراير 1999.

## وصلات خارجية
- (29822) 1999 DS2 في قاعدة بيانات مختبر الدفع النفاث لأجرام النظام الشمسي الصغيرة

- الاكتشاف · مخطط المدار ·  العناصر المدارية · المعلمات المادية

- (29822) 1999 DS2 على موقع ويكي سكاي: DSS2, SDSS, GALEX, IRAS, Hydrogen α, X-Ray, Astrophoto, Sky Map, Articles and images